# El Amiria
El Amiria, également connu sous le nom de Ouled Djlilla, est une commune de la wilaya d'Oum El-Bouaghi en Algérie.

## Géographie

### Localités de la commune
La commune d'El Amiria est composée de 29 localités:
- El Amiria Centre
- Ouled Djelila
- Merouet Lemjaz
- Gabel El Galaa
- Ouled Si Moussa
- Ras Aïn El Bordj
- Safel Aïn El Bordj
- Aïn El Kaïd
- Aïn Safa
- Magroun El Malah
- Bir Lekda
- Faoum Lahlig
- Hadjeret Tlalès
- Chabet Tahli
- El Ouassaa
- Dahr El Fartas
- Oued EU Kleb
- Henchir Mohamed Ben Aïssa
- Henchir Mohamed Ben Saadi
- Henchir Hazam
- Centre Ouled Nacer
- Retba Baïda
- Draa Tabal
- Boughiel
- Aïn El Mers
- Saharoua
- Bir Makhlouf
- Aïn El Kahla
- El Kébira